# 석성 전득우 재실
석성 전득우 재실은 충청남도 부여군 석성면에 있다. 2015년 10월 30일 부여군의 향토문화유산 제126호로 지정되었다.

## 같이 보기
- 전득우묘 - 충청남도 기념물 제25호